# The Hardest Part Is the Night
The Hardest Part Is the Night – singel zespołu Bon Jovi, promujący album 7800° Fahrenheit, wydany na jesieni 1985. Był jedynym singlem z albumu, który nie znalazł się na amerykańskich listach przebojów. Uplasował się na 68. miejscu brytyjskiego zestawienia UK Albums Chart.

## Spis utworów
Sporządzono na podstawie materiału źródłowego.
1. „Hardest Part Is The Night”
2. „Always Run To You”
3. „Tokyo Road (Live)”